# Multidentorhodacarus ananasi
Multidentorhodacarus ananasi är en spindeldjursart som först beskrevs av Ryke 1962.  Multidentorhodacarus ananasi ingår i släktet Multidentorhodacarus och familjen Rhodacaridae. Inga underarter finns listade i Catalogue of Life.